# Спътникова далекосъобщителна дейност
Спътниковата далекосъобщителна дейност е подотрасъл на създаването и разпространението на информация и творчески продукти и далекосъобщения в Статистическата класификация на икономическите дейности за Европейската общност.
Секторът включва експлоатацията на изкуствени спътници и свързана инфраструктура за пренос на информация, включително предоставянето на достъп до спътникова телевизия.
В България в началото на XXI век има едно основно предприятие, специализирано в спътниковата далекосъобщителна дейност – „Булсатком“ (99,4% от продажбите през 2017 година).